# Arbeitsgemeinschaft bäuerliche Landwirtschaft

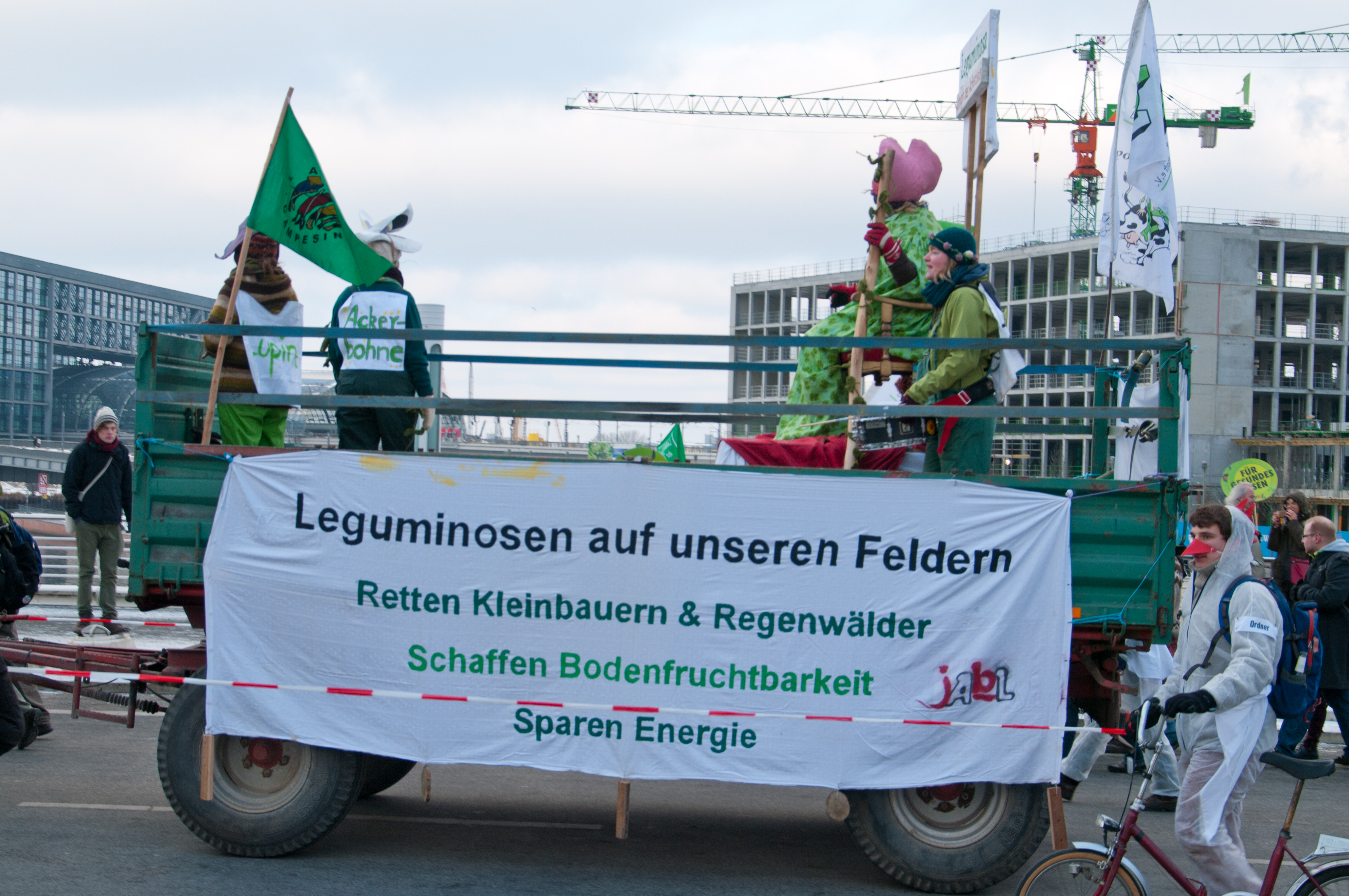
Wagen der Jungen AbL (jAbL) auf der Demo Wir haben es satt!

Die 1980 gegründete Arbeitsgemeinschaft bäuerliche Landwirtschaft e. V. (AbL) ist eine landwirtschaftliche Interessenvertretung, in der mehrheitlich kleine und mittlere landwirtschaftliche Betriebe der bäuerlichen Landwirtschaft, aber auch Verbraucher Mitglied sind. Als wesentliches Ziel gibt die AbL an, „die soziale Frage in der Landwirtschaft in das Bewusstsein zu rücken, um zu vermeiden, dass einseitig ökonomisch begründete Sichtweisen die handelnden Menschen ausblenden und damit die sozialen Auswirkungen unberücksichtigt bleiben. Ein zweiter Schwerpunkt der Arbeit der AbL liegt darin, Projekte im Bereich der Qualitätserzeugung und der regionalen Vermarktung landwirtschaftlicher Erzeugnisse zu initiieren und beratend zu begleiten.“
Die AbL versteht sich selbst als Opposition zum Deutschen Bauernverband als Einheitsverband landwirtschaftlicher Interessenvertretung. Die AbL sieht den Bauernverband als zu einseitige Interessenvertretung landwirtschaftlicher Großbetriebe und der Agrarindustrie an.
Neben Industrialisierung und Exportorientierung der Landwirtschaft sowie dem damit einhergehenden „Wachse-oder-Weiche-Dogmas“ kritisiert die AbL insbesondere den Aufkauf von Agrarflächen durch landwirtschaftsfremde Investoren und fordert hierzu eine strengere Regulierung des Bodenmarkts.
Die Gemeinsame Agrarpolitik der Europäischen Union wird von der AbL kritisiert, da diese Agrarzahlungen anstelle von sozialen oder ökologischen Faktoren zu einseitig von der Größe der landwirtschaftlichen Betriebe abhängig mache.
Die AbL setzt sich laut Eigenaussage für faire Erzeugerpreise, einen Umbau hin zu einer tiergerechteren Landwirtschaft sowie für „Qualitätserzeugung anstelle von Exportdumping“ ein. Weiterhin plädiert die AbL für das Recht auf Nachbau (Saatgut) bzw. gegen „Patente auf Leben“, wozu die AbL regelmäßig Initiativen ergreift. Seit 2003 ist die AbL Teil des Aktionsbündnis Gentechnikfreie Landwirtschaft, das sich gegen Agrogentechnik einsetzt.
Die AbL gibt monatlich das Magazin Unabhängige Bauernstimme heraus, seit 1993 jährlich außerdem, ebenfalls im ABL-Verlag, den Sammelband Der Kritische Agrarbericht. Auf ihre Initiative geht die Gründung des AgrarBündnisses zurück.
Vorsitzende waren Maria Heubuch und Bernd Voß, denen Martin Schulz aus dem Wendland folgte. Der Sitz ist Hamm.
Die AbL ist Mitglied der internationalen Bewegung La Via Campesina und der Kampagne Wir haben es satt!.
Die Arbeitsgemeinschaft bäuerliche Landwirtschaft hat mit ihrer Baumland-Kampagne zum ersten deutschen Heckentag am 17. Januar 2024 rund 150 Vertreter aus Naturschutz, Landwirtschaft, Politik und Wissenschaft zusammen gebracht. In einem offenen Brief an Umweltministerin Steffie Lemke forderten mehr als ein Dutzend teilnehmende Organisation bessere Gesetze und Förderbedingungen zugunsten der Hecke, um Naturschutz und Landwirtschaft miteinander zu versöhnen.